# Maximum Security (Alien Sex Fiend)
Maximum Security è il terzo album in studio del gruppo rock inglese Alien Sex Fiend, pubblicato nel 1985.

## Tracce
Side A
1. I'm Doing Time in a Maximum Security Twilight Home – 6:01
2. Mine's Full of Maggots – 5:44
3. Do You Sleep? – 4:03
4. In and Out of My Mind – 4:45

Side B
1. Spies – 4:45
2. Fly in the Ointment – 3:45
3. Seconds to Nowhere – 2:34
4. The Beaver Destroys Forests – 1:28
5. Do You Sleep? (Version) – 3:58
6. Depravity Lane (Think I'll Take a Trip...) – 5:39